# Волков, Иван Сергеевич
Иван Сергеевич Волков (2 (15) декабря 1911 ― 29 апреля 1993) ― российский инженер и педагог. Кандидат технических наук, профессор. Ректор Куйбышевского политехнического института в 1968―1975 гг.

## Биография
Родился 2 (15) декабря 1911 года в посёлке Никитовка Бахмутского уезда Харьковской губернии в семье железнодорожного служащего станции Никитовка Донецкой железной дороги Сергея Дмитриевича Волкова. Иван Сергеевич был третьим сыном, всего в семье росло пятеро детей. В 1919 году умерла его мать, и в этом же году он пошёл учиться в Никитовскую школу-семилетку. Сразу после её окончания Волков начал работу на шахте «Центральная» Щербиновского рудника в Донбассе в качестве ученика забойщика-крепильщика. Освоив профессию, он три года проработал на шахте крепильщиком.
В сентябре 1929 года Волков, член комсомола, по рекомендации комитета ВЛКСМ и дополнительно по направлению «рудникового комитета» был командирован в Москву для учебы на рабфаке с зачислением сразу на второй курс. Рабфак он окончил в числе слушателей ударной группы досрочно — в марте 1931 года. В том же месяце он стал студентом Московского электромашиностроительного института. В декабре 1935 года, снова досрочно — на 6 месяцев раньше — Иван Сергеевич окончил факультет радио с квалификацией инженера широкого профиля по проектированию и эксплуатации установок радиосвязи. По распределению он был направлен в Горьковский электротехникум связи в качестве заведующего отделением радио и лабораторией, а также преподавателя специальных дисциплин. В октябре 1937 года в соответствии с решениями ЦК ВКП(б) и СНК СССР Волков был направлен в Астрахань старшим инженером радиосвязи пароходства «Волготанкер». В феврале 1939 года по семейными обстоятельствам переехал в Куйбышев, где работал сначала старшим инженером в Куйбышевском областном управлении связи, затем преподавал в электротехникуме связи, одновременно занимая должность заместителя директора по учебной части.
С началом Великой Отечественной войны техникум был закрыт, а Волков, как специалист, имевший большой опыт в области радиосвязи, был переведён старшим инженером на радиостанцию РВ-16. С декабря 1941 по март 1948 года он последовательно занимал должности главного инженера и начальника передающего радиоцентра Министерства связи СССР, а далее, с 1948-го до 1960 года, работал главным инженером, затем начальником дирекции радиосвязи и радиовещания. В июне 1946 года Указом Президиума Верховного Совета СССР за хорошую работу в период Великой Отечественной войны Иван Сергеевич Волков был награжден медалью «За доблестный труд», а в мае 1948 года ему был вручен знак «Почётный радист» за плодотворную работу в области радио.
В 1949 году Иван Сергеевич начал преподавательскую деятельность в Куйбышевском индустриальном институте (КИИ), сначала с почасовой нагрузкой. С августа 1953 года он работал по совместительству старшим преподавателем кафедры общей и теоретической электротехники, а в 1954 году стал доцентом кафедры автоматических и электроизмерительных устройств.
С апреля 1963 по июнь 1968 года, плоть до назначения ректором, Волков занимал должность проректора по научной работе КПиИ. Будучи проректором по научной работе, Волков уделял большое внимание организации новых научно-исследовательских лабораторий. К 1968 году в институте было создано семнадцать отраслевых научно-исследовательских лабораторий, благодаря чему в восемь раз возрос объём хоздоговорных работ, повысилась эффективность научных исследований. Резко возросло число студентов, принимавших участие в научных исследованиях на кафедрах. Результатом активной научной деятельности студентов стало создание в 1970 году единого студенческого конструкторского бюро вуза. В 1973 году оно стало самостоятельным структурным подразделением КПтИ.
С июня 1968 года по октябрь 1975 года был ректором КПтИ. Преподавал на кафедре радиотехнических устройств с декабря 1980 по август 1992 года.
Профессор с 1972 года. Многие годы входил в состав научно-методической комиссии по автоматике и телемеханике МВиССО СССР, был членом координационного совета Минвуза СССР и Министерства машиностроения СССР. На протяжении ряда лет входил в редколлегию научного журнала «Радиоэлектроника».
Скончался 29 апреля 1993 года.

### Семья
Внук ― Олег Дмитриевич Мочалов, ректор Самарского государственного социально-педагогического университета.

## Труды
Имел около 20 авторских свидетельств, технических усовершенствований и рационализаторских предложений. Опубликовал около 50 трудов, которые и поныне являются научно-методическими пособиями: «Электронные устройства в автоматике», «Импульсные модуляторные устройства», «Автоматизация нагрева заготовок токами высокой частоты» и другие.

## Награды
За многолетнюю плодотворную работу в высшей школе и развитие науки Иван Сергеевич Волков был награждён правительственными наградами: орденом Трудового Красного Знамени, юбилейной медалью «За доблестный труд в ознаменование 100-летия со дня рождения В. И. Ленина». За вклад в развитие радио и безупречную работу в системе Министерства связи ему была вручена медаль «За трудовое отличие» и юбилейная бронзовая медаль имени А. С. Попова, учреждённая АН СССР.